# 杜姆尼齊亞河
杜姆尼齊亞河（烏克蘭語：Думниця），是烏克蘭的河流，位於該國西部利沃夫州，屬於波爾特瓦河的左支流，河道全長52公里，流域面積203平方公里，支流有卡佩利夫卡河。